# Ruina montium

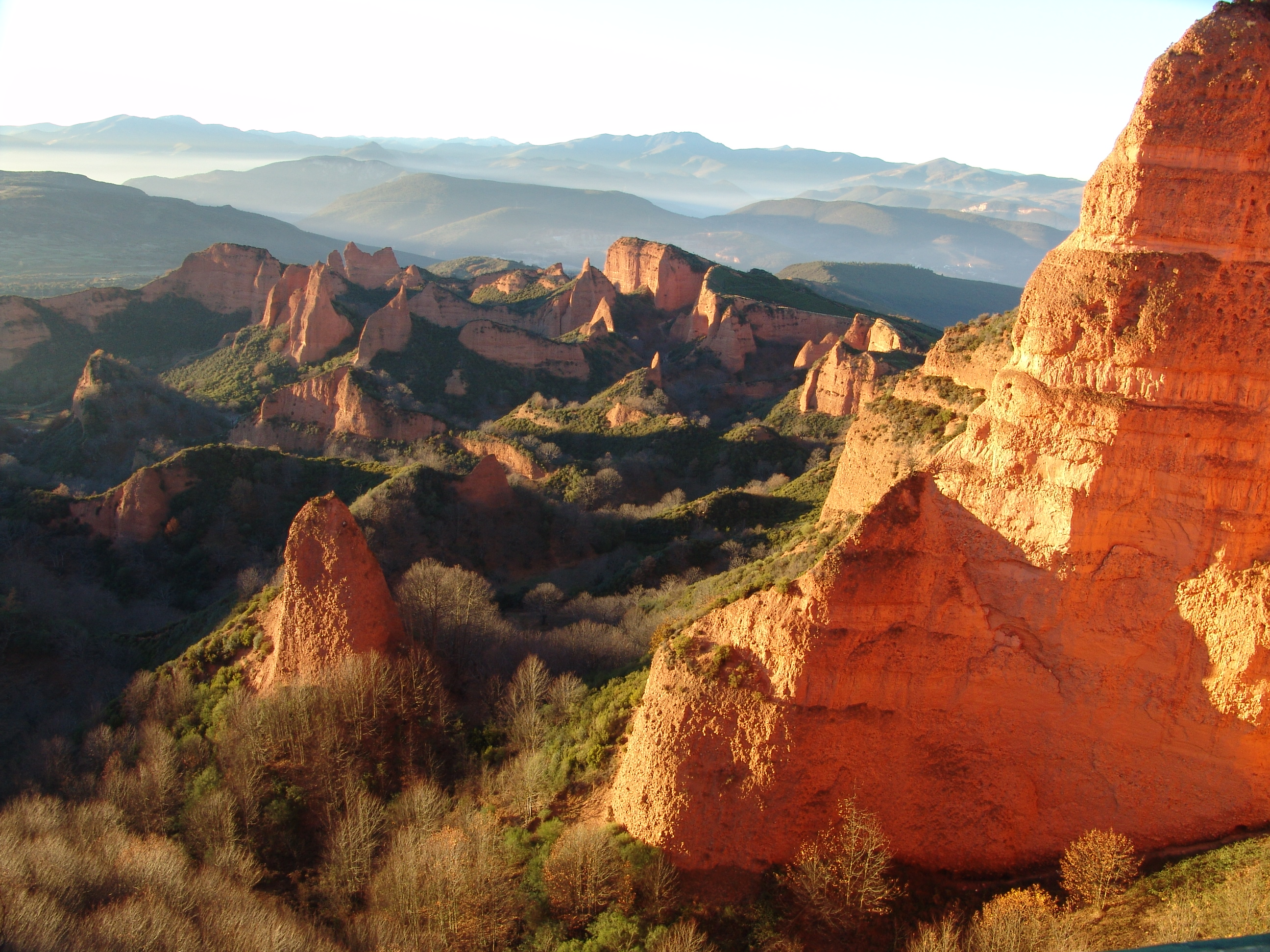
Le panorama de Las Médulas est le résultat de l’application du ruina montium.

Le Ruina montium est un système d'exploitation minière de la Rome antique. Cette technique consiste à remplir d'eau des cavités étroites au fond des mines pour que l'augmentation de la pression due à l'eau fragmente les parois rocheuses épaisses. Elle a été décrite par Pline l'Ancien dans son Histoire naturelle (livre 33, 21).